# Франческа Гоншо
Франческа Ребека Гоншо (енгл. Francesca Rebecca Gonshaw; Мерилебон, 25. новембар 1959) је британска глумица. Најпознатија је по улози конобарице Марије у познатом британском ситкому Ало, ало!, мада је напустила серију након треће сезоне како би играла Аманду Паркер у драмској ТВ серији Howard's Way.

## Филмографија
| Улоге Франческе Гоншо |              |                               |                   |                 |
| Година                | Српски назив | Изворни назив                 | Улога             | Напомена        |
| 1982.                 |              | Play for Tomorrow             | Џули              | гостујућа улога |
| 1982-1985.            |              | Crossroads                    | Лиза Волтерс      | епизодна улога  |
| 1982-1987.            | Ало, ало!    | 'Allo 'Allo                   | Марија Рекамијер  | главна улога    |
| 1983.                 |              | The Cleopatras                | Арсиноја          | епизодна улога  |
| 1983.                 |              | The Hound of the Baskervilles | девојка           |                 |
| 1984.                 |              | Cold Warrior                  | Аманда            | гостујућа улога |
| 1986.                 |              | Farrington of the F.O.        | Лолита            | гостујућа улога |
| 1986.                 |              | Biggles: Adventures in Time   | Мари              |                 |
| 1987.                 |              | Howards' Way                  | Аманда Паркер     | главна улога    |
| 1989.                 |              | The Russ Abbot Show           |                   | гостујућа улога |
| 1990.                 |              | A Ghost in Monte Carlo        | Сењорита Родригез |                 |
| 1990.                 |              | She-Wolf of London            | Џудит             | гостујућа улога |